# The Storyteller (Band)

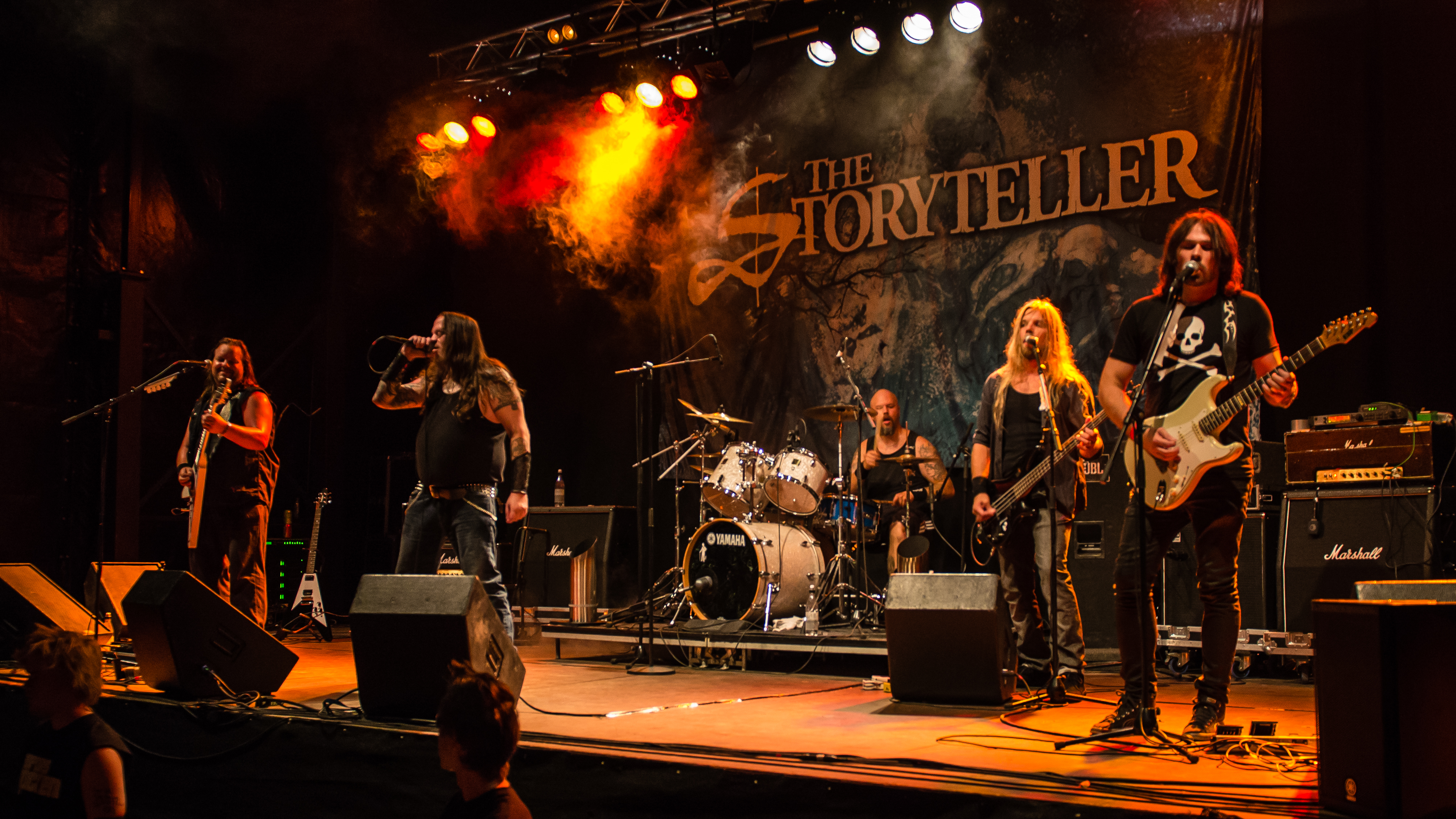
The Storyteller, 2013

The Storyteller ist eine 1995 gegründete Power-Metal-Band aus der mittelschwedischen Stadt Gävle.

## Geschichte
Im Jahr 2000 wurde nach einigen Demotapes das erste Studioalbum The Storyteller veröffentlicht.
Zwischenzeitlich war die Band unterwegs als Vorgruppe von Helloween, Gamma Ray, Blind Guardian, Hammerfall, Sonata Arctica, Stratovarius und Bruce Kulick (Kiss) und bei verschiedenen Festivals, z. B. dem Sweden Rock Festival (2003 und 2006).
Nach ihrem Album Underworld und ein paar Abschiedskonzerten ließen die Musiker ab 2006 die Band ruhen, um sich eigenen Projekten zu widmen. Seit 2011 sind sie wieder aktiv und veröffentlichten im Frühjahr 2013 ihr Album Dark Legacy.

## Bandmitglieder

### Aktuelle Besetzung
- L-G Persson – Gesang
- Jacob Wennerqvist – Gitarre
- Marcus Backlund – Bass
- Martin Hjerpe – Schlagzeug

### Ehemalige Mitglieder
- Joakim Lundström (1995–1996) – Gesang, Gitarre
- Magnus Björk (1995–1996) – Gesang, Gitarre
- Per Nilsson (1996–1997) – Gitarre
- Anders Östlin (1997) – Bass, Keyboard
- Lasse Martinsen (1999–2000) – Gitarre
- Erik Gornostajev (2000–2001) – Gitarre
- Pärka Kankanranta (2001) – Gitarre
- Johan Sohlberg (2003–2006) – Bass
- Fredrik Groth (1995–2012) – Gitarre

## Diskografie

### Studioalben
- 2000: The Storyteller (No Fashion Records)
- 2002: Crossroad
- 2003: Tales of a Holy Quest
- 2005: Underworld
- 2013: Dark Legacy
- 2015: Sacred Fire
- 2025: The Final Stand

### EPs
- 2004: Seed of Lies